# Protocepheus hericius
Protocepheus hericius är en kvalsterart som först beskrevs av Michael 1887.  Protocepheus hericius ingår i släktet Protocepheus och familjen Cepheidae. Inga underarter finns listade i Catalogue of Life.